# Moritz Auffenberg von Komaróv
Moritz Auffenberg von Komaróv, född 22 maj 1852 och död 18 maj 1928 var en österrikisk-ungersk militär.
Auffenberg blev 1871 officer vid infanteriet, 1891 befordrades han till överstelöjtnant vid generalstaben, 1894 blev han befordrad till överste och regementschef. 1900 utnämndes Auffenberg till generalmajor och brigadchef. 1909 befordrades han till general av infanteriet och chef för 15:e armékåren som då var stationerad i Sarajevo. 1911-1912 var han krigsminister. Vid världskriget utbrott var han chef för 4:e överrikiska armen. 28-30/8 1914 vann han som chef för denna armé slaget vid Komarov, och upphöjdes då till friherrlig värdighet med tillägg av segernamnet Komaróv i sitt namn. Efter motgångarna senare samma år erhöll Auffenberg von Komaróv avsked på grund av sjukdom i oktober 1914. Moritz Auffenberg von Komaróv skrev efter krigsslutet om sina erfarenheter i :Aus Österreich-Ungarns Teilnahme am Weltkrige (1920) och Aus Österreichs Höhe und Niedergang (1920).